# Niemożliwe
Niemożliwe (hiszp. Lo imposible) – hiszpańsko-angielski dramat w reżyserii Juana Antonio Bayony, opowiadający prawdziwą historię doświadczeń rodziny w trakcie tsunami na Oceanie Indyjskim w 2004 roku.

## Fabuła
Film opowiada prawdziwą historię Marii i Henry'ego Alvárezów (w filmie Bennett), których grają odpowiednio Naomi Watts i Ewan McGregor i ich trójki dzieci, podczas urlopu w okresie świąt Bożego Narodzenia w Tajlandii. Ich sielankowy urlop zostanie przerwany rankiem 26 grudnia 2004 roku, kiedy katastrofalne tsunami niszczy strefę przybrzeżną kurortu. Rodzina zostaje rozdzielona, po czym jej członkowie rozpoczynają wzajemne poszukiwania.

## Obsada
- Naomi Watts jako Maria
- Ewan McGregor jako Henry
- Tom Holland jako Lucas
- Samuel Joslin jako Thomas
- Oaklee Pendergast jako Simon
- Geraldine Chaplin jako starsza kobieta
- Marta Etura jako Simone
- Sönke Möhring jako Karl Schweber

## Nagrody i nominacje
- National Board of Review of Motion Pictures, najlepszy aktor – Tom Holland
- Hollywood Film Festival, najlepszy aktor – Tom Holland
- Palm Springs International Film Festival, najlepsza aktorka – Naomi Watts

### Nominacje
- Broadcast Film Critics Association, najlepsza aktorka – Naomi Watts
- Broadcast Film Critics Association, najlepszy młody aktor – Tom Holland
- Złoty Glob 2013, najlepsza aktorka – Naomi Watts[3]
- Oscary 2013, nominacja do kategorii „Najlepsza aktorka pierwszoplanowa” dla Naomi Watts.